# 7 donne per i MacGregor
7 donne per i MacGregor è un film western del 1967 diretto da Franco Giraldi.
È il seguito di 7 pistole per i MacGregor dell'anno precedente.

## Trama
Approfittando di una festa nel ranch dei MacGregor un gruppo di fuorilegge sottrae tutti i risparmi della famiglia. Gregor MacGregor e i suoi fratelli partono all'inseguimento dei ladri e del tesoro di famiglia. Dopo aver scoperto che il furto è opera del feroce Maldonado, e della sua banda decidono di tentare di scoprire il suo inaccessibile covo. A questo scopo si dividono. Due di loro vanno a Fresno, tre a San Rafael e gli altri due a Yellowstone. I primi tre arrivano a San Rafael ma scoprono che la città è stata saccheggiata e tutti gli abitanti sono morti. I due arrivati a Fresno, invece, assistono al linciaggio degli uomini di Maldonado che hanno appena rapinato la banca mentre gli ultimi due fratelli catturano tre banditi ma se li vedono sottrarre dallo sceriffo di Yellowstone che li rinchiude in prigione. Dopo aver salvato le figlie dell'irlandese Donovan dagli uomini di Maldonado riescono anche a entrare nel covo dei banditi nascosti nel carro di un cavadenti ambulante la cui figlia ha un debole per Gregor e recuperano il tesoro. Quando tornano a casa scoprono però che Rosita, la gelosa fidanzata di Gregor, li ha seguiti ed è stata catturata dai banditi. Dopo varie peripezie riescono a liberare la ragazza e a sgominare i banditi.